# Pierre-Joseph Odolant-Desnos
Pierre-Joseph Odolant-Desnos, né le 21 novembre 1722 à Alençon en France où il est mort le 11 août 1801, est un médecin et historien local français.

## Biographie
Pierre-Joseph Odolant-Desnos commence ses études au collège des Jésuites d’Alençon et les termine à la Sorbonne. Il revient s'installer à Alençon en 1752 et pratique la médecine sans jamais cesser d’étudier. Certaines de ses observations sont publiées dans le Journal de la médecine. Il est nommé correspondant de la Société royale de Médecine de Paris, de l’Académie des sciences, belles-lettres et arts de Rouen et de l'Académie des Sciences, Arts et Belles-Lettres de Caen.
Se passionnant pour l’histoire, il rédige de nombreux ouvrages et plusieurs manuscrits, consacrés notamment à l’histoire de sa ville natale, qui ne sont cependant pas exempts d’erreurs, à tel point qu’on a dit de lui qu’il avait prouvé que l’« on peut être bon chroniqueur et mauvais archéologue ». Il connaîtra quelques ennuis à la Révolution, sa manie d’écrire l’ayant apparemment amené à rédiger quelques lettres anonymes… Il sera également porté sur la liste des personnes soumises à l’emprunt forcé d’un milliard sur « les riches égoïstes » en 1793. La maladie empêchera cet érudit parfois sujet à caution d’écrire et de parler pendant les trois dernières années de sa vie.
Son fils fut élu député au Conseil des Cinq-Cents sous le Directoire.

## Œuvres
- Dissertation sur les héritiers de Robert IV, comte d’Alençon, 1785 ;
- Mémoires historiques sur la ville d’Alençon et sur ses seigneurs, 1787.
- Mémoires généalogiques, manuscrit, Archives départementales de l'Orne, cote 31 J 96-1.

## Référence
- Grégoire-Jacques Lange, Éphémérides normandes, ou Recueil chronologique, historique et monumental sur la Normandie, Caen, Bonneserre, 1833.